# Siegfried (zespół muzyczny)
Siegfried jest zespołem z Austrii tworzącym gothic metal.
Muzyka Siegfried'a zawiera elementy epic metalu w wersji melodycznej. Strona tekstowa, za którą odpowiada Bruder Cle, nawiązuje do Sagi o Nibelungach. Wokal jest w języku niemieckim.

## Muzycy
Obecny skład zespołu
- Sandra Schleret – wokal
- Werner Bialek – wokal
- Bruder Cle – wokal w wersji surowej i pisanie tekstów utworów
- Daniel "Ortwin" Bachmaier – gitara i klawisze
- Hannes "Schattwan" Krause – klawisze
- Roland Wurzer – gitara basowa
- Moritz Neuner – perkusja

Byli członkowie zespołu
- Wolfgang Holzknecht - gitara

## Dyskografia
Albumy
- Drachenherz (2001)
- Eisenwinter (2003)
- Nibelung (2009)

Demo
- Fafnir (2000)